# Stazione di Sonnenallee
La stazione di Sonnenallee è una fermata ferroviaria posta sulla Ringbahn di Berlino; è servita dai soli treni della S-Bahn.

## Movimento
La stazione è servita dalle linee S 41 e S 42 della S-Bahn.

## Interscambi
- Fermata autobus